# Juillet 1998

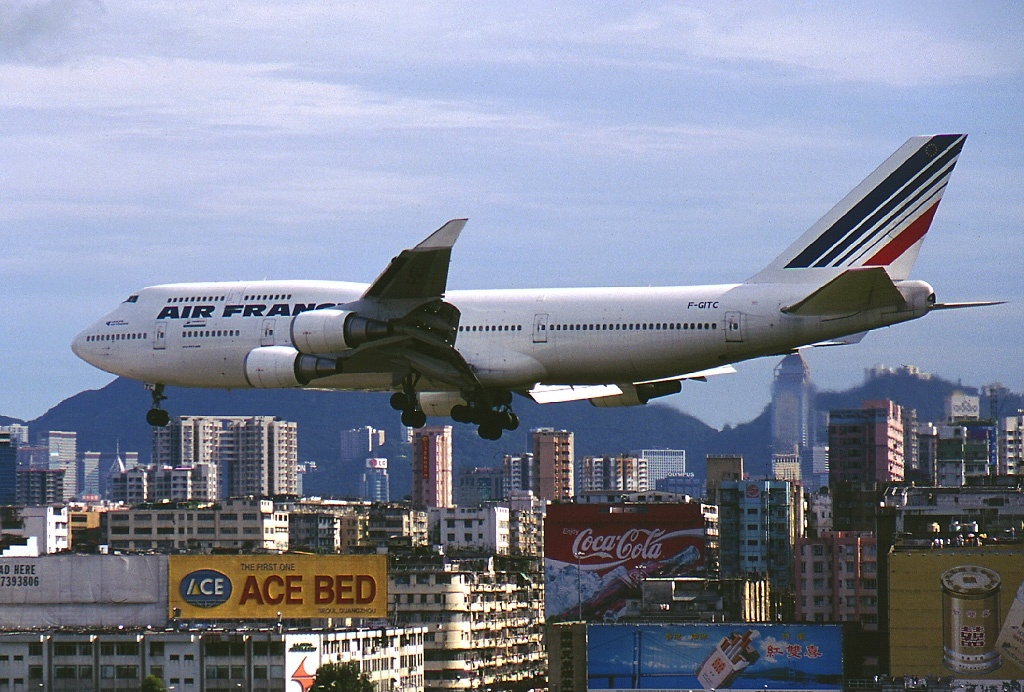

## Événements
- En juillet, aggravation de la crise financière en Asie.

## 6 juillet
- Nouvelle-Calédonie : le congrès réuni à Versailles approuve les accords sur la Nouvelle-Calédonie.
- Hong Kong : ouverture de l'aéroport international de Hong Kong.

## 7 juillet
- Création du centre européen de formation continue maritime.

## 12 juillet
- Russie : déblocage de fonds du FMI pour sauver la situation en Russie.
- Sport : 
  - la France bat le Brésil lors de la finale de la 16e coupe du monde de football 3 buts à 0, ce qui lui fait décrocher son premier titre mondial. L'équipe défile sur les Champs-Élysées le jour suivant[1].
  - Formule 1 : Grand Prix de Grande-Bretagne.

## 13 juillet
- Japon : démission du Premier ministre japonais Ryūtarō Hashimoto, à la suite de la défaite du Parti libéral démocrate aux élections sénatoriales.
- Russie : la Russie obtient un accord d'aide du FMI et de la Banque mondiale.

## 16 juillet
- Syrie : visite du président syrien Hafez el-Assad en France.

## 17 juillet
- Papouasie-Nouvelle-Guinée : un glissement de terrain provoqué par un séisme d'une magnitude 7 déclenche un tsunami sur la côte nord de la Nouvelle-Guinée en faisant près de 2 200 morts.
- Statut de Rome de la Cour pénale internationale[2].

## 20 juillet
- Bhoutan : Lyonpo Jigme Thinley devient Premier ministre.

## 23 juillet
- Belgique : la Région wallonne fixe par décret (loi) son jour de fête, son hymne, et ses emblèmes

## 24 juillet
- Soudan : aggravation de la famine au Darfour.

## 26 juillet
- Cambodge, élections législatives : le PPC ou Prachéachon (Parti du peuple cambodgien, avec Hun Sen) a remporté 41,42 % des voix, et obtenu 64 sièges sur les 122 qui composent l'Assemblée nationale. Le Funcinpec (Front uni pour un Cambodge neutre, pacifique et coopératif, du prince Norodom Ranariddh) a recueilli 31,70 % des voix, et obtient 43 sièges. Le PSR (Parti de Sam Rainsy), obtient 14,75 des voix et 15 sièges. Si le PPC détient la majorité absolue à l'Assemblée, un malencontreux article de la Constitution de 1993 oblige la formation du gouvernement à la majorité des deux-tiers, donc exige un gouvernement de coalition. Unie, l'opposition aurait été vainqueur. Vaincue, elle tient le vainqueur en otage.
- Formule 1 : Grand Prix automobile d'Autriche.

## 31 juillet
- Colombie : la Commission de conciliation nationale installe à Bogota l’Assemblée permanente de la Société civile pour la paix.

## Naissances
- 6 juillet : Sarah-Léonie Cysique : judokate française.
- 10 juillet : Angus Cloud, acteur américain († 31 juillet 2023).
- 11 juillet : Ornella Elsa Ngassa Sokeng, taekwondoïste camerounaise.
- 12 juillet : Shai Gilgeous-Alexander, basketteur canadien.
- 15 juillet : JayDaYoungan, rappeur américain († 27 juillet 2022).
- 28 juillet : Matko Babić, footballeur croate.

## Décès
- 14 juillet : Richard McDonald, l'un des deux fondateurs de la chaîne de restauration rapide américaine McDonald's (16 février 1909)
- 31 juillet : Sylvia Field, actrice américaine (° 28 février 1901).